# Ernst von Heintze-Weißenrode

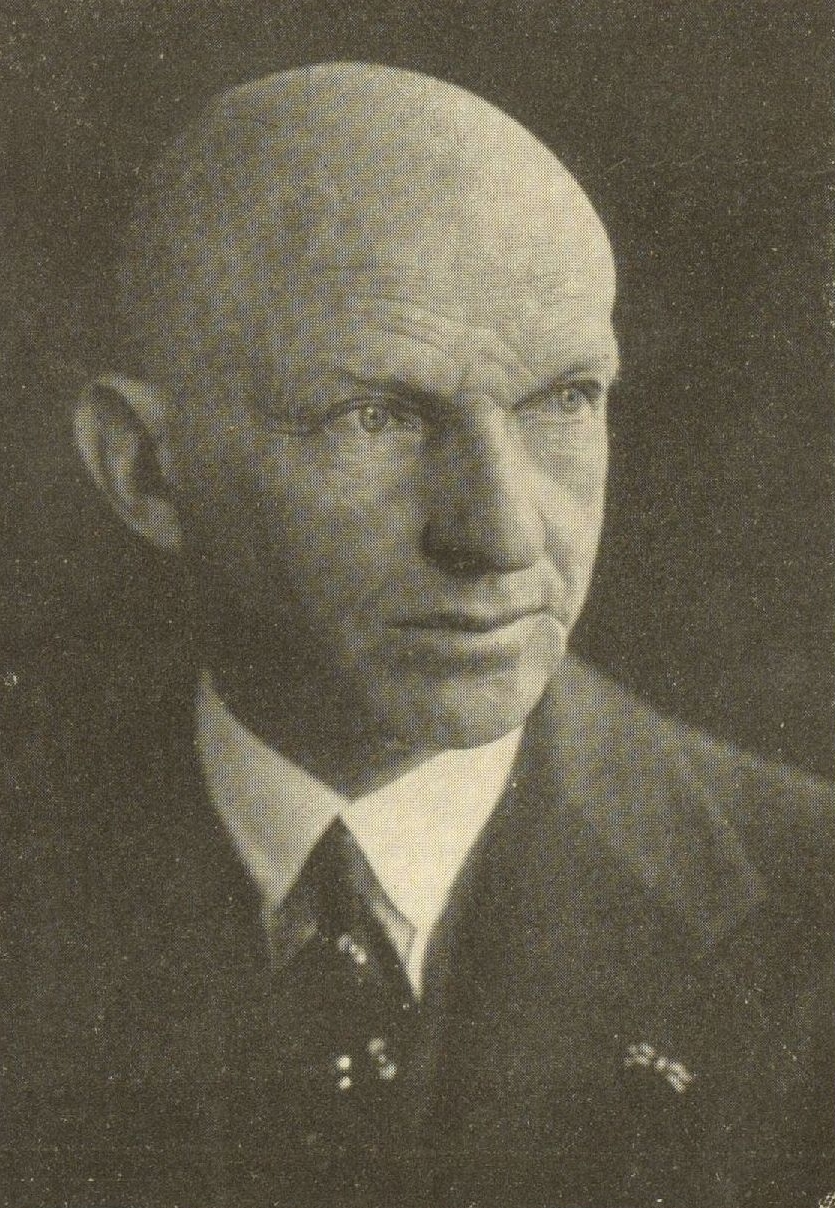
Aufnahme um 1931

Ernst Konrad Franz Freiherr von Heintze-Weißenrode (* 3. Juli 1862 in Berlin; † 25. April 1951 in Wiesbaden) war ein deutscher Diplomat und Hofbeamter.

## Familie
Ernst von Heintze-Weißenrode war Sohn des Gutsbesitzers Friedrich Freiherr von Heintze-Weißenrode (* 1824; † 1878) und der Caroline, geborene Freiin von Thielmann (* 1837; † 1911). Stammsitz der Familie war das Gut Niendorf bei Lübeck, das 1802 sein Urgroßvater, der Mediziner Friedrich Adolf von Heinze erworben hatte. Sein Großvater war Josias Friedrich Ernst von Heintze-Weissenrode. Sein Onkel Johann Adolph und sein Bruder Adolf waren wie der Großvater Landrat des Kreises Bordesholm. Seine erste Ehe mit Adele von François war kinderlos, die zweite Ehe mit Anna Maria Harry wurde ebenso geschieden. Dr. jur. Traugott von Heintze war ein Vetter respektive Cousin ersten Grades.

## Leben
Nach dem Besuch des Gymnasiums in Kiel studierte Heintze-Weißenrode an der Rheinischen Friedrich-Wilhelms-Universität Bonn und der Friedrich-Wilhelms-Universität Berlin Rechts- und Kameralwissenschaften. 1882 wurde er Mitglied des Corps Borussia Bonn. Nach der Promotion zum Dr. jur. trat er in den diplomatischen Dienst ein. Er diente erst als Legationsrat an den kaiserlichen Gesandtschaften in Buenos Aires und in Stockholm. Von 1903 bis 1905 war er erster außerordentlicher Gesandter und bevollmächtigter Minister des Deutschen Reichs in Kuba. Als Ministerresident a. D. mit dem Titel Exzellenz lebte er auf Schloss Schwarzenfeld in der Oberpfalz und später in Lübeck.
Heintze-Weißenrode war seit 1899 Kammerherr des deutschen Kaisers Wilhelm II. sowie Rittmeister der Reserve des 1. Garde-Dragoner-Regiments.

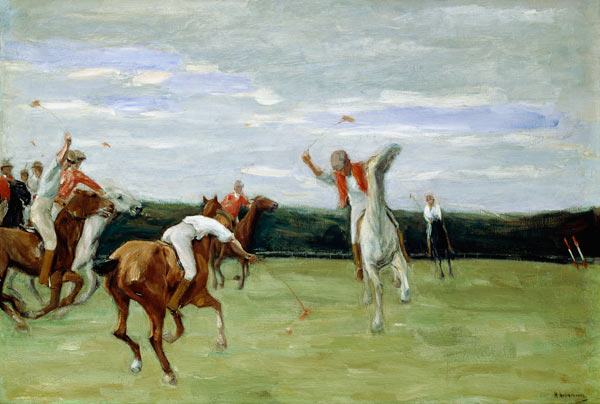
Max Liebermann: Polospiel im Hamburger Jenischpark (1903)

Er hatte als Legationsrat in Buenos Aires das Polo-Spiel kennengelernt und führte es auch in Deutschland ein. Am 3. Januar 1898 gehörte er zu den Gründern des Hamburger Polo Club, des ersten Polo-Clubs in Deutschland.